# Jacob Bruun Larsen
Jacob Bruun Larsen (* 19. September 1998 in Lyngby) ist ein dänischer Fußballspieler, der auf den Flügeln sowie im Sturm eingesetzt werden kann. Er steht aktuell beim FC Burnley unter Vertrag und ist A-Nationalspieler von Dänemark.

## Karriere

### Vereine

#### Borussia Dortmund und VfB Stuttgart
Bruun Larsen wurde in der Nachwuchsabteilung seines Heimatvereins Lyngby BK ausgebildet. Er fiel Talentsichtern der PSV Eindhoven, von Borussia Dortmund und des FC Liverpool auf; bei allen dreien war er vorstellig geworden, im Oktober 2014 ein zweites Mal bei Borussia Dortmund. Am 30. Januar 2015 wechselte er schließlich in das Nachwuchsleistungszentrum des BVB, in deren U17 er fortan zum Einsatz kam. Ab der Saison 2015/16 spielte Bruun Larsen für die A-Junioren und wurde mit der Mannschaft Deutscher A-Junioren-Meister.
Am 26. Oktober 2016 debütierte der Stürmer in der ersten Mannschaft Dortmunds; im DFB-Pokal-Zweitrundenspiel gegen Union Berlin (3:0 im Elfmeterschießen) stand er in der Startaufstellung. Am 15. März 2017 unterschrieb Bruun Larsen einen neuen, bis zum 30. Juni 2021 datierten neuen Vertrag. In der Saison 2016/17 verteidigte er mit der A-Jugend den Meistertitel im Finale gegen den FC Bayern München mit einem 8:7-Sieg nach Elfmeterschießen.
Am 23. Januar 2018 wurde Bruun Larsen bis zum Ende der Bundesligasaison 2017/18 an den VfB Stuttgart verliehen, bei dem bereits seit Saisonbeginn sein Mannschaftskollege Dženis Burnić ebenfalls leihweise spielte. Bruun Larsen absolvierte jedoch nur vier Ligaspiele in der Rückrunde, wurde mit der Mannschaft Tabellensiebter und kehrte zur Saison 2018/19 zum BVB zurück.
Unter dem neuen Trainer Lucien Favre wurde der junge Däne öfter berücksichtigt und sollte als Abnehmer für die Flügelspieler und Kapitän Reus dienen. Seinen ersten Treffer in der Bundesliga erzielte er beim 7:0-Heimsieg des BVB gegen den 1. FC Nürnberg am 5. Spieltag. Eine Woche später traf der Angreifer beim Heimspiel gegen die AS Monaco (3:0) erstmals in der Champions League.
Im August 2019 gewann Bruun Larsen mit dem BVB seinen ersten Titel als Profi, als der Doublesieger der Vorsaison, der FC Bayern München, mit 2:0 im DFL-Supercup besiegt wurde. Insgesamt kam der Angreifer, der sich nie einen Stammplatz erarbeiten konnte, auf 41 Pflichtspiele (drei Tore, fünf Assists) für den BVB.

#### TSG 1899 Hoffenheim und Leihen nach Belgien und England
Am letzten Tag der Wintertransferperiode 2019/20 wechselte Bruun Larsen innerhalb der Bundesliga zur TSG 1899 Hoffenheim und erhielt dort einen Vertrag bis 2024. Bei der TSG traf er auf seinen Nationalmannschaftskollegen Robert Skov, der bereits im vorangegangenen Sommer verpflichtet wurde. Im ersten halben Jahr bei Hoffenheim kam Bruun Larsen nicht über die Rolle des Ersatzspielers hinaus. Er absolvierte zwar 12 Pflichtspieleinsätze, allerdings stand er dabei nur dreimal in der Startaufstellung und konnte lediglich eine direkte Torbeteiligung vorweisen. Stattdessen setzte Trainer Alfred Schreuder auf Skov und Munas Dabbur, während Andrej Kramarić das Sturmzentrum besetzte, oder ließ ohne offensive Außenbahnspieler agieren, indem er Steven Zuber oder Pavel Kadeřábek halbrechts und -links einsetzte. Hoffenheim beendete die Saison 2019/20 auf dem 6. Tabellenplatz und hatte sich somit für die UEFA Europa League qualifiziert.
Auch in der Folgesaison – unter Schreuders Nachfolger Sebastian Hoeneß – veränderte sich nicht viel am Spielsystem der TSG und zu den Konkurrenten gesellte sich nun auch Ihlas Bebou. Ab November fiel der Däne verletzungsbedingt sowie aufgrund einer COVID-19-Infektion bis auf Weiteres aus, in der Europa League hatte er bis dato einen Kurzeinsatz absolviert; ohne ihn zog die Mannschaft ohne Niederlage in die Finalrunde des Wettbewerbs ein.
Nachdem der Däne nach seiner Gesundung drei Partien in Folge einsatzlos im Spieltagskader gestanden hatte, wurde Ende Januar 2021 ein Leihgeschäft mit dem RSC Anderlecht bis zum Ende der Spielzeit 2020/21 vereinbart. Larsen bestritt für Anderlecht 15 von 16 möglichen Ligaspielen, in denen er zwei Tore schoss, sowie vier Pokalspiele.
Zur Saison 2021/22 kehrte er wieder nach Hoffenheim zurück.
Im Juli 2023 wechselte Bruun Larsen per Leihe für ein Jahr nach England zum FC Burnley. Während der Spielzeit 2023/24 absolvierte er insgesamt 36 Pflichtspiele für Burnley und erzielte dabei 7 Tore. Der Verein beendete die Saison auf dem 19. Tabellenplatz und stieg dadurch in die EFL Championship ab.
Im Sommer 2024 kehrte Bruun Larsen wieder nach Hoffenheim zurück. Letztlich konnte er sich in Hoffenheim nie wirklich in der Stammelf festspielen.

#### Zurück beim VfB Stuttgart
Im Januar 2025 kehrte Bruun Larsen zum VfB Stuttgart zurück, für den er bereits im ersten Halbjahr 2018 aufgelaufen war. Dort traf er wieder auf Sebastian Hoeneß, der schon in Hoffenheim sein Trainer gewesen war. Im Mai 2025 gewann er mit dem VfB den DFB-Pokal.

#### Wechsel nach England
Im Juli 2025 wechselte er zum FC Burnley.

### Nationalmannschaft
Bruun Larsen absolvierte 34 Spiele für dänische Juniorennationalmannschaften und erzielte sieben Tore. Mit der dänischen U23 nahm er 2016 am olympischen Fußballturnier teil und schied im Viertelfinale gegen Nigeria aus. Er kam in allen vier Spielen zum Einsatz.
Im März 2019 wurde der Angreifer erstmals für die dänische A-Nationalmannschaft nominiert. Am 21. März debütierte Bruun Larsen im Freundschaftsspiel gegen den Kosovo.
Bei der U21-Europameisterschaft spielte er in allen vier Spielen Dänemarks bis zum Viertelfinale, wo die dänische U21-Nationalmannschaft gegen Deutschland ausschied.
In der Qualifikation für die EM 2024 wurde er nicht eingesetzt. Die Dänen qualifizierten sich als Gruppensieger für die Endrunde, für die er aber nominiert wurde.

## Titel
Vereine
- Deutscher Pokalsieger (2): 2017 (Borussia Dortmund), 2025 (VfB Stuttgart)
- Deutscher Supercupsieger: 2019 (Borussia Dortmund)
- Deutscher A-Junioren-Meister (2): 2016, 2017 (beide Borussia Dortmund)
- Deutscher B-Junioren-Meister: 2015 (Borussia Dortmund)

Individuell
- Torschützenkönig der A-Junioren-Bundesliga West: 2017 (20 Tore)